# Dalila Abdulkadir
Dalila Abdulkadir, född 27 juni 1998, är en friidrottare från Bahrain. Han deltog vid olympiska sommarspelen 2016.